# Мале Денисьєво
Мале Дени́сьєво (рос. Малое Денисьево) — присілок у складі Грязовецького району Вологодської області, Росія. Входить до складу Ком'янського сільського поселення.

## Населення
Населення — 5 осіб (2010; 0 у 2002).